# Stefaniola ramicola
Stefaniola ramicola är en tvåvingeart som beskrevs av Boris Mamaev 1972. Stefaniola ramicola ingår i släktet Stefaniola och familjen gallmyggor. Inga underarter finns listade i Catalogue of Life.